# هانتسویل (شهرستان مدیسون، ایندیانا)
هانتسویل (به انگلیسی: Huntsville) یک منطقهٔ مسکونی در ایالات متحده آمریکا است که در شهرستان مدیسون، ایندیانا واقع شده‌است. هانتسویل ۲۶۴٫۸۷ متر بالاتر از سطح دریا واقع شده‌است.